# Declarația de Independență a Lituaniei

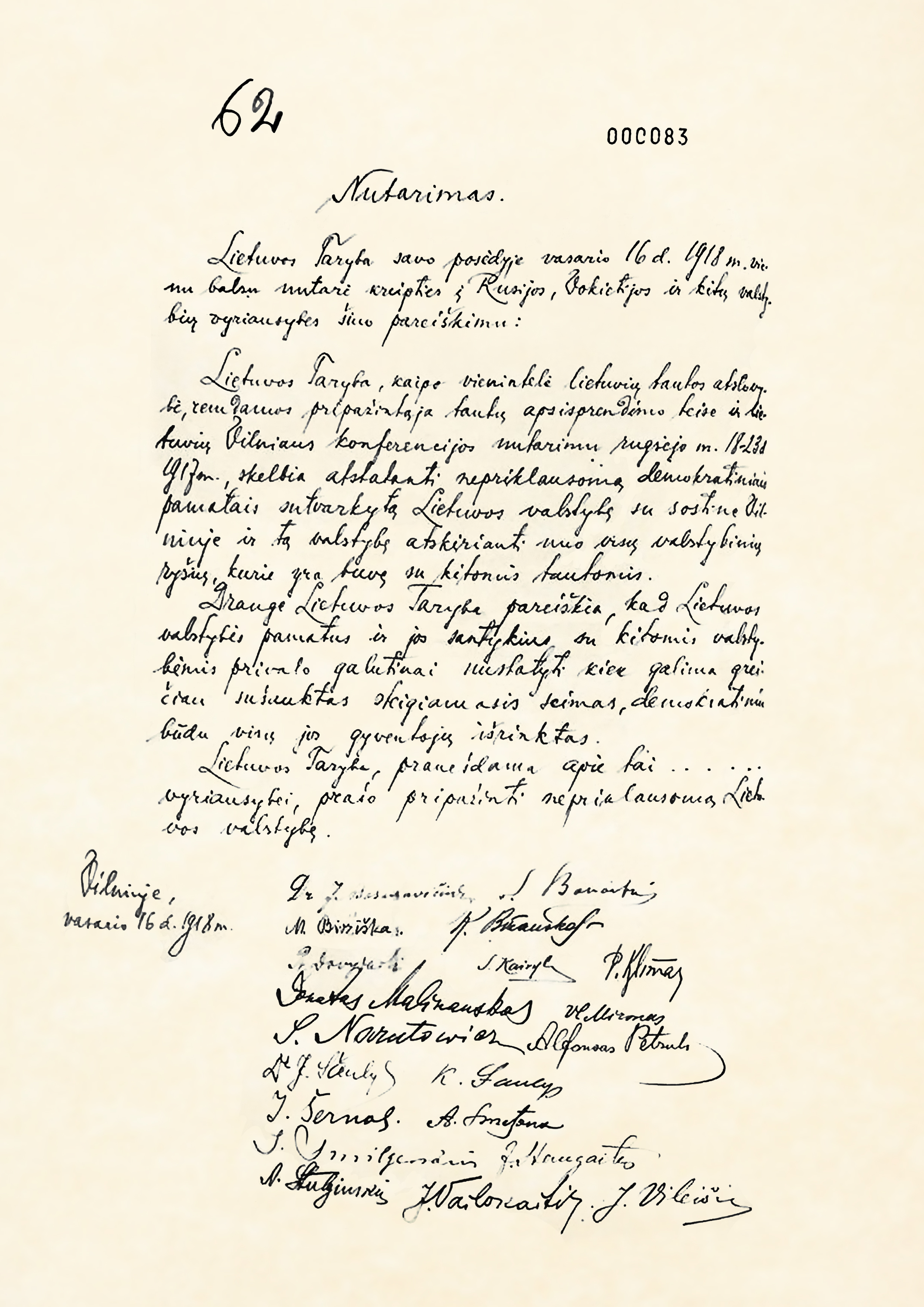
Original

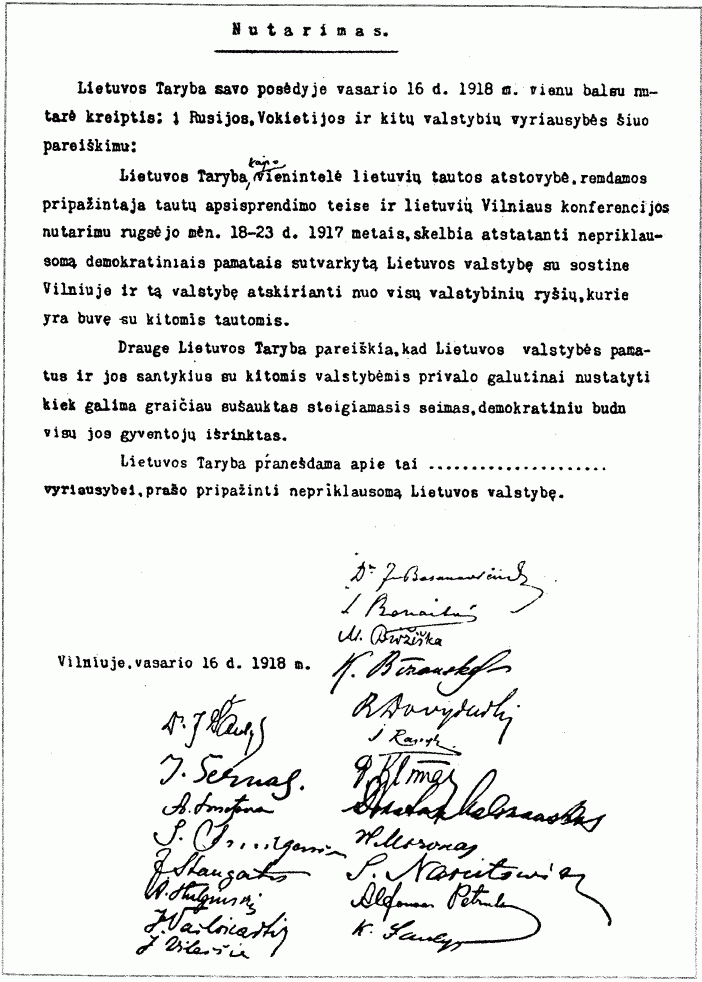
Facsimil al actului de la 16 februarie

Declarația de Independență a Lituaniei (în lituaniană Lietuvos Nepriklausomybės Aktas) sau Actul de la 16 februarie a fost semnată de Consiliul Lituaniei la 16 februarie 1918 și proclama restaurarea unui stat independent lituanian, guvernat pe principii democratice, cu capitala la Vilnius. Actul a fost semnat de toți cei douăzeci de reprezentanți, în frunte cu Jonas Basanavičius. Actul de la 16 februarie a fost rezultatul final al unei serii de rezoluții pe această problemă, inclusiv una emisă de conferința de la Vilnius și Actul de la 8 Ianuarie. Drumul spre declararea independenței a fost unul lung și complex, deoarece Imperiul German exercita presiuni asupra Consiliului în vederea formării unei alianțe. Consiliul a trebuit să manevreze cu atenție între interesele germanilor, ale căror trupe erau prezente în Lituania, și dorințele poporului lituanian.
Efectele imediate ale anunțării restabilirii independenței Lituaniei au fost puține. Publicarea Actului a fost interzisă de autoritățile germane, iar textul a fost distribuit și tipărit ilegal. Activitatea Consiliului a fost împiedicată, iar germanii au rămas la controlul Lituaniei. Situația s-a schimbat în toamna lui 1918, după ce Germania a pierdut Primul Război Mondial. În noiembrie 1918 s-a format primul Cabinet al Lituaniei, iar Consiliul Lituaniei a preluat controlul asupra teritoriului țării. Lituania independentă, deși avea în curând să ducă un război pentru apărarea independenței, a devenit o realitate.
Deși documentul inițial s-a pierdut, moștenirea sa rămâne. Acele fraze laconice sunt baza legală pentru existența Lituaniei moderne, atât a celei din perioada interbelică, cât și a celei din 1990. Declarația formula principiile constituționale de bază, care au fost urmate de toate constituțiile Lituaniei. Declarația însăși este un element-cheie în restaurarea independenței Lituaniei în 1990. Separându-se de Uniunea Sovietică, Lituania a subliniat că este doar restaurată ca stat independent existent între cele două războaie mondiale și că Actul nu și-a pierdut puterea de lege.

## Context istoric

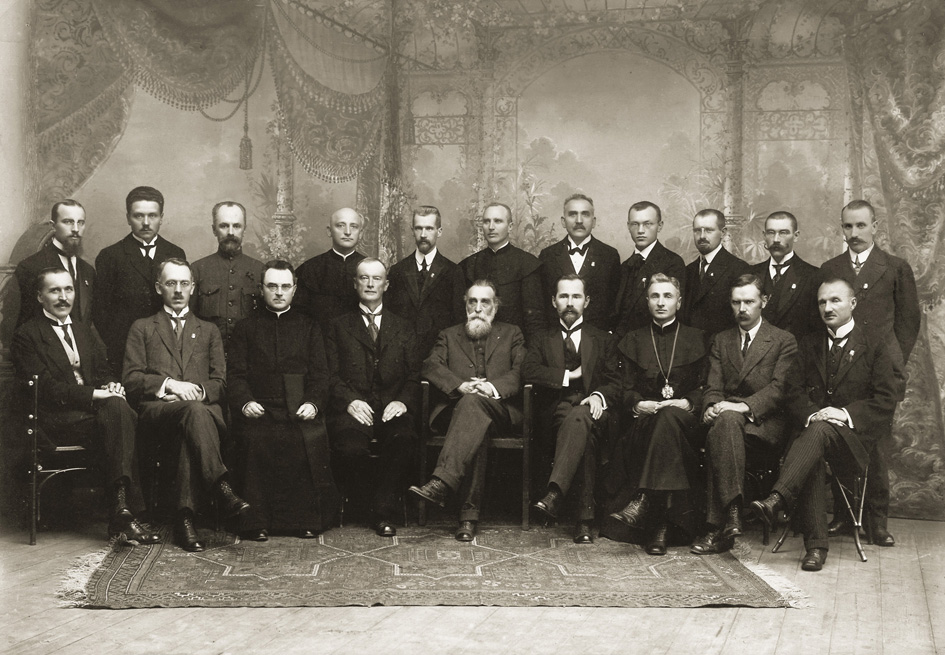
Cei 20 de membri ai Consiliului Lituaniei după semnarea Actului de la 16 februarie 1918

După ultima divizare a Uniunii Polono-Lituaniene în 1795, Lituania a fost anexată de Imperiul Rus. Pe parcursul secolului al XIX-lea, atât lituanienii cât și polonezii au încercat să-și redobândească independența. Ei s-au răsculat în timpul Revoltei din Noiembrie în 1830 și al Revoltei din Ianuarie în 1863, dar prima ocazie realistă a venit odată cu slăbirea Rusiei și Germaniei în timpul Primului Război Mondial.
În 1915, Germania a ocupat regiunile vestice ale Imperiului Rus. După Revoluția Rusă din 1917, Germania a conceput strategia geopolitică Mitteleuropa — o rețea regională de state-marionetă care aveau să servească drept zonă-tampon — și au acceptat să permită desfășurarea Conferinței de la Vilnius, în speranța că ea va proclama separarea națiunii lituaniene de Rusia și stabilirea de relații mai apropiate cu Germania. Această strategie s-a întors, însă, împotriva lor; conferința, ținută între 18–22 septembrie 1917, a adoptat o rezoluție de înființare a unei Lituanii independente și că strângerea relațiilor cu Germania va fi condiționată de recunoașterea noului stat de către aceasta. La 21 septembrie, cei 214 participanți la conferință au ales un Consiliu al Lituaniei format din 20 de membri, cu scopul de a formaliza rezoluția. Autoritățile germane nu au permis publicarea rezoluției, dar au lăsat Consiliul să funcționeze. Conferința de la Vilnius a decis și alegerea unei adunări constituante prin vot popular în cel mai scurt timp.

## Drumul spre Actul de la 16 februarie

### Actul de la 11 decembrie
Actul de la 11 Decembrie a fost a doua etapă în drumul spre declarația finală de independență. Primul draft, cerut de cancelarul Georg von Hertling, a fost pregătit de ministerul german de externe la 1 decembrie. Cancelaria germană și o delegație a Consiliui Lituaniei au efectuat câteva modificări. Membrii delegației erau Antanas Smetona, Steponas Kairys, Vladas Mironas, Jurgis Šaulys, Petras Klimas și Aleksandras Stulginskis. După discuții între părți, s-a ajuns la un compromis pe marginea textului documentului. Reprezentantul german, Kurt von Lersner, a insistat să nu se schimbe nicio literă din textul convenit și ca toți membrii consiliului să semneze documentul.
După întoarcerea delegației la Vilnius, s-a ținut o ședință a Consiliului în ziua de 11 decembrie pentru a discuta Actul. El a fost adoptat fără alte modificări. Cincisprezece membri au votat pentru Act, trei împotrivă, unul s-a abținut și unul nu a participat. Nu este clar dacă toți membrii Consiliului au semnat acest document. Actul a fost scris în limba germană și se pare că nu s-a pregătit nicio traducere oficială în lituaniană. De aceea, surse diferite dau traduceri ușor diferite. Actul de la 11 decembrie a proclamat independența Lituaniei, dar a cerut și protecția guvernului german (clauza 2) și „o alianță fermă și permanentă” cu Germania. Întrucât Actul arăta că alianța avea să se formeze pe baza convențiilor privind afacerile militare, de transport, vamale și monetare, mulți lituanieni au considerat că Consiliul și-a depășit autoritatea: rezoluția din septembrie adoptată la conferința de la Vilnius cerea explicit ca o adunare constituantă să decidă în aceste probleme cruciale de stat.

### Actul de la 8 ianuarie

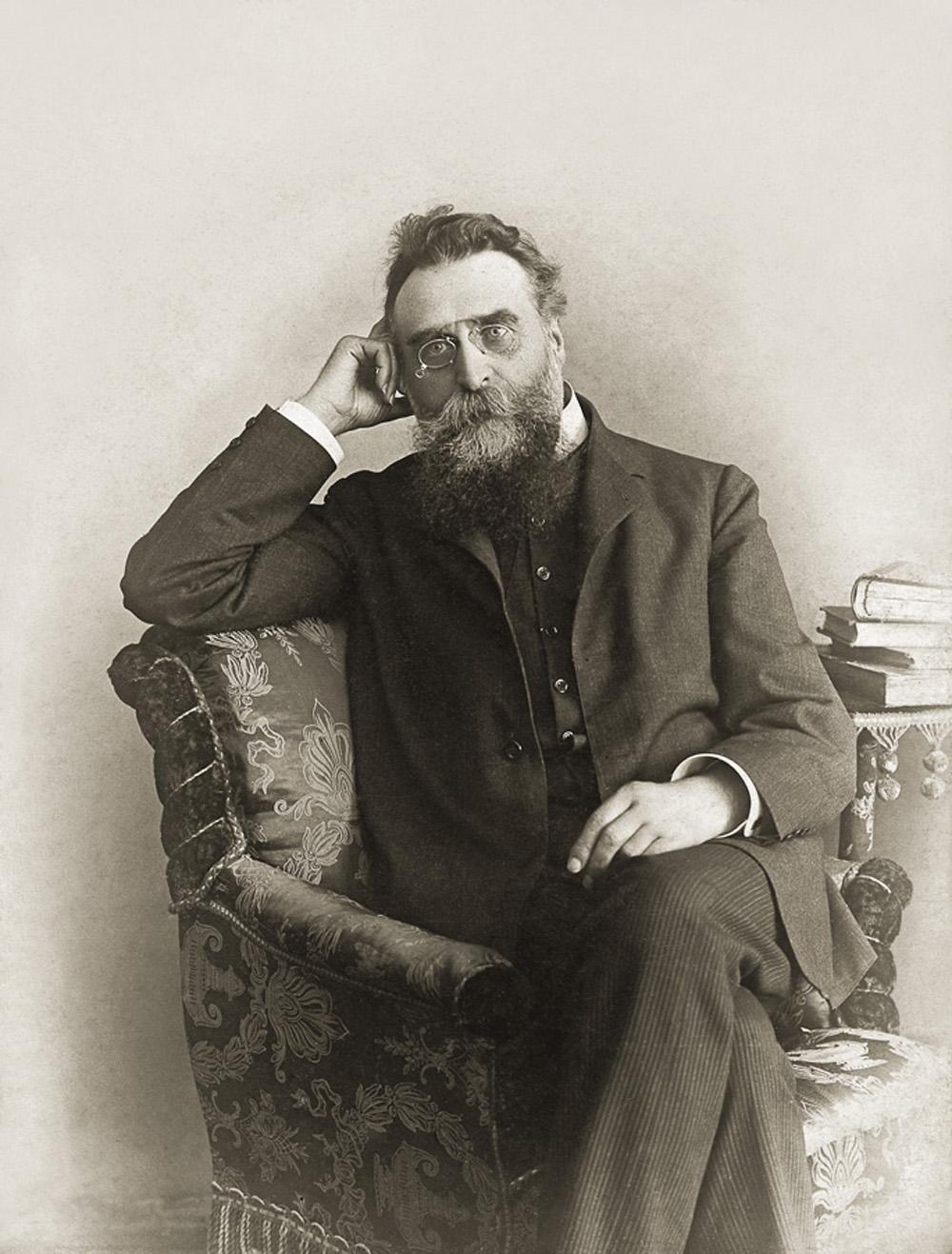
Jonas Basanavičius, președintele Consiliului la semnarea Actului de la 16 februarie

Când au început negocierile de pace între Germania și Rusia în 1918, autoritățile germane au cerut reprezentanților lituanieni să pregătească două notificări de independență—una pentru Rusia, în care legăturile Lituaniei cu Rusia vor fi denunțate și în care nu se va menționa nimic despre o alianță cu Germania și o a doua versiune pentru Germania care va repeta, în principal, actul de la 11 decembrie. Consiliul a hotărât să amendeze prima parte a actului de la 11 decembrie. Petras Klimas a introdus o propoziție prin care cerea Adunare Constituantă. Un alt element important a fost declarația că principiile democratice aveau să stea la baza guvernării noului stat, principiu enunțat la conferința de la Vilnius Conference, dar omis în actul de la 11 decembrie. A doua parte, care pomenea „ferma și permanenta alianță cu Germania”, a fost înlăturată cu totul. Versiunea finală a fost aprobată la 8 ianuarie 1918, ziua în care președintele Statelor Unite ale Americii Woodrow Wilson și-a anunțat cele paisprezece puncte. În esență, actul de la 8 ianuarie nu era diferit de cel ce avea să fie adoptat la 16 februarie.
Ober Ost, administrația militară germană, a respins, însă, modificările. La 26 ianuarie, respectând cererea inițială, cele două versiuni de notificare au fost aprobate, dar nu au inclus modificările de la 8 ianuarie. Textele au fost pregătite pe baza actului de la 11 decembrie. Aceste concesiuni făcute germanilor au dus la crearea de tensiuni în rândul membrilor Consiliului. Petru membri — Mykolas Biržiška, Steponas Kairys, Stanisław Narutowicz și Jonas Vileišis — au demisionat din Consiliu în semn de protest. Președintele Consiliului, Antanas Smetona, care susținea actul de la 11 decembrie, s-a retras. Jonas Basanavičius, care avea ulterior să fie supranumit „părintele independenței”, a fost ales președinte.

### Actul de la 16 februarie
Germania nu a recunoscut independența Lituaniei, iar delegația lituaniană nu a fost invitată la negocierile de la Brest-Litovsk care au început la 22 decembrie 1917 între Puterile Centrale și Rusia pentru rezolvarea revendicărilor teritoriale. În timpul primei și singurei ședințe comune oficiale a Consiliului împreună cu autoritățile germane, s-a arătat că actele Consiliului vor avea doar valoare consultativă. Această situație a servit drept argument membrilor consiliului care cereau independență fără legături cu alte țări. Prima grijă la acest punct a fost reinvitarea acelor membri care părăsiseră Consiliul. S-au dus negocieri care au avut ca rezultat reformularea versiunilor anterioare ale actului.
Cei patru membri demisionari au cerut Consiliului să revină la actul din 8 ianuarie și să omită pomenirea oricărei alianțe cu Germania. După discuții încinse, care au durat câteva săptămâni, la 15 februarie, la ora 10 dimineața, noua versiune a actului era gata. Ea includea, cu schimbări stilistice minore, aceleași formulări ca și actul de la 8 ianuarie și avea articole de promulgare și notificare, elaborate la 1 februarie; acestea două din urmă nu poartă nicio putere legală și nu modifică sensul unui document legal. Consiliul, inclusiv membrii demisionari, au fost invitați să se întoarcă a doua zi pentru finalizare. A doua zi, 16 februarie 1918, la 12:30 pm, toți cei douăzeci de membri ai Consiliului s-au întrunit în sala Comitetului Lituanian pentru Susținerea Victimelor Războiului, aflat pe strada Didžioji la numărul 30, în Vilnius. Clădirea este cunoscută de atunci sub numele de Casa Semnatarilor (în lituaniană signatarų namai) și găzduiește un muzeu. Consiliul a votat mai întâi pentru aprobarea primei părți a actului, primele două paragrafe până la cuvântul drauge. Această secțiune a fost aprobată în unanimitate. Partea a doua nu a primit, însă, susținerea celor patru membri demisionari deoarece ei nu erau mulțumiți cu termenul „în cele din urmă” la descrierea atribuțiilor Adunării Constituante (la „... baza Statului Lituanian și a relațiilor cu alte state va fi în cele din urmă determinată de Adunarea Constituantă ...”). Ei se temeau că acest cuvânt va da Consiliului un pretext de uzurpare a puterilor Adunării Constituante, în timp ce majoritatea a căzut de acord că acest cuvânt exprimă doar natura nenegociabilă și incontestabilă a deciziilor viitoarei Adunări. Actul a fost, deci, aprobat unanim dar nu a avut susținerea totală a tuturor celor douăzeci de membri.

## Textul final al declarației
Textul Declarației de Independență a Lituaniei este împărțit, din punct de vedere formal juridic, în cinci secțiuni: „Promulgarea”, „Dispozițiile”, „Clauzele”, „Notificarea” și „Semnăturile”, conținutul fiecăreia fiind evidențiat prin culori diferite în tabelul și schema de mai jos.
| Linia | Text original                                                             | Text original                                                             | Traducere în română                                                                          | Traducere în română                                                                          |
| ----- | ------------------------------------------------------------------------- | ------------------------------------------------------------------------- | -------------------------------------------------------------------------------------------- | -------------------------------------------------------------------------------------------- |
| 1     | NUTARIMAS                                                                 | NUTARIMAS                                                                 | REZOLUȚIE                                                                                    | REZOLUȚIE                                                                                    |
| 2     | Lietuvos Taryba savo posėdyje vasario 16 d. 1918 m. vienu balsu nu-       | Lietuvos Taryba savo posėdyje vasario 16 d. 1918 m. vienu balsu nu-       | Consiliul Lituaniei în ședința din 16 februarie 1918 a hotărât în unanimitate                | Consiliul Lituaniei în ședința din 16 februarie 1918 a hotărât în unanimitate                |
| 3     | tarė kreiptis: į Rusijos, Vokietijos ir kitų valstybių vyriausybės šiuo   | tarė kreiptis: į Rusijos, Vokietijos ir kitų valstybių vyriausybės šiuo   | să se adreseze guvernelor Rusiei, Germaniei și altor state cu următoarea                     | să se adreseze guvernelor Rusiei, Germaniei și altor state cu următoarea                     |
| 4     | pareiškimu:                                                               | pareiškimu:                                                               | declarație:                                                                                  | declarație:                                                                                  |
| 5     | Lietuvos Taryba, kaipo vienintelė lietuvių tautos atstovybė, remdamos     | Lietuvos Taryba, kaipo vienintelė lietuvių tautos atstovybė, remdamos     | Consiliul Lituaniei, singur reprezentant al națiunii lituaniene, pe baza                     | Consiliul Lituaniei, singur reprezentant al națiunii lituaniene, pe baza                     |
| 6     | pripažintaja tautų apsisprendimo teise ir lietuvių Vilniaus konferencijos | pripažintaja tautų apsisprendimo teise ir lietuvių Vilniaus konferencijos | dreptului recunoscut la autodeterminare națională, și pe rezoluția conferinței de la Vilnius | dreptului recunoscut la autodeterminare națională, și pe rezoluția conferinței de la Vilnius |
| 7     | nutarimu rugsėjo mėn. 18–23 d. 1917 metais, skelbia atstatanti nepriklau- | nutarimu rugsėjo mėn. 18–23 d. 1917 metais, skelbia atstatanti nepriklau- | din 18–23 septembrie 1917, proclamă restaurarea statului independent                         | din 18–23 septembrie 1917, proclamă restaurarea statului independent                         |
| 8     | somą demokratiniais pamatais sutvarkytą Lietuvos valstybę su sostine      | somą demokratiniais pamatais sutvarkytą Lietuvos valstybę su sostine      | al Lituaniei, bazat pe principii democratice, cu capitala la Vilnius,                        | al Lituaniei, bazat pe principii democratice, cu capitala la Vilnius,                        |
| 9     | Vilniuje ir tą valstybę atskirianti nuo visų valstybinių ryšių, kurie     | Vilniuje ir tą valstybę atskirianti nuo visų valstybinių ryšių, kurie     | și declară încheierea oricăror legături statale care                                         | și declară încheierea oricăror legături statale care                                         |
| 10    | yra buvę su kitomis tautomis.                                             | yra buvę su kitomis tautomis.                                             | au legat în trecut acest stat de vreun altul.                                                | au legat în trecut acest stat de vreun altul.                                                |
| 11    | Drauge Lietuvos Taryba pareiškia, kad Lietuvos valstybės pama-            | Drauge Lietuvos Taryba pareiškia, kad Lietuvos valstybės pama-            | Consiliul Lituaniei declară și că baza Statului Lituanian și                                 | Consiliul Lituaniei declară și că baza Statului Lituanian și                                 |
| 12    | tus ir jos santykius su kitomis valstybėmis privalo galutinai nustatyti   | tus ir jos santykius su kitomis valstybėmis privalo galutinai nustatyti   | relațiile sale cu alte state vor fi în cele din urmă determinate de                          | relațiile sale cu alte state vor fi în cele din urmă determinate de                          |
| 13    | kiek galima graičiau sušauktas steigiamasis seimas, demokratiniu budu     | kiek galima graičiau sušauktas steigiamasis seimas, demokratiniu budu     | Adunarea Constituantă, ce va fi convocată în cel mai scurt timp, aleasă democratic           | Adunarea Constituantă, ce va fi convocată în cel mai scurt timp, aleasă democratic           |
| 14    | visų jos gyventojų išrinktas.                                             | visų jos gyventojų išrinktas.                                             | de toți locuitorii țării.                                                                    | de toți locuitorii țării.                                                                    |
| 15    | Lietuvos Taryba pranešdama apie tai .....................                 | Lietuvos Taryba pranešdama apie tai .....................                 | Consiliul Lituaniei informează Guvernul ..................... în acest sens                  | Consiliul Lituaniei informează Guvernul ..................... în acest sens                  |
| 16    | vyriausybei, prašo pripažinti nepriklausomą Lietuvos valstybę.            | vyriausybei, prašo pripažinti nepriklausomą Lietuvos valstybę.            | și cere recunoașterea Statului Independent Lituania.                                         | și cere recunoașterea Statului Independent Lituania.                                         |
|       |                                                                           |                                                                           |                                                                                              |                                                                                              |
| 17    |                                                                           | Dr. Jonas Basanavičius                                                    |                                                                                              | Dr. Jonas Basanavičius                                                                       |
| 18    |                                                                           | Saliamonas Banaitis                                                       |                                                                                              | Saliamonas Banaitis                                                                          |
| 19    |                                                                           | Mykolas Biržiška                                                          |                                                                                              | Mykolas Biržiška                                                                             |
| 20    | Vilniuje, vasario 16 d. 1918 m.                                           | Kazys Bizauskas                                                           | În Vilnius, 16 februarie 1918                                                                | Kazys Bizauskas                                                                              |
| 21    |                                                                           | Pranas Dovydaitis                                                         |                                                                                              | Pranas Dovydaitis                                                                            |
| 22    | Jurgis Šaulys                                                             | Steponas Kairys                                                           | Jurgis Šaulys                                                                                | Steponas Kairys                                                                              |
| 23    | Jokūbas Šernas                                                            | Petras Klimas                                                             | Jokūbas Šernas                                                                               | Petras Klimas                                                                                |
| 24    | Antanas Smetona                                                           | Donatas Malinauskas                                                       | Antanas Smetona                                                                              | Donatas Malinauskas                                                                          |
| 25    | Jonas Smilgevičius                                                        | Vladas Mironas                                                            | Jonas Smilgevičius                                                                           | Vladas Mironas                                                                               |
| 26    | Justinas Staugaitis                                                       | Stanisław Narutowicz                                                      | Justinas Staugaitis                                                                          | Stanisław Narutowicz                                                                         |
| 27    | Aleksandras Stulginskis                                                   | Alfonsas Petrulis                                                         | Aleksandras Stulginskis                                                                      | Alfonsas Petrulis                                                                            |
| 28    | Jonas Vailokaitis                                                         | Kazimieras Steponas Šaulys                                                | Jonas Vailokaitis                                                                            | Kazimieras Steponas Šaulys                                                                   |
| 29    | Jonas Vileišis                                                            |                                                                           | Jonas Vileišis                                                                               |                                                                                              |

## Parcursul Declarației: reprezentare grafică
Notă: culorile secțiunilor funcționale corespund celor din textul de mai sus.
| |  |                                                                                             |                                                                      |                                   | Partea I      |          |                            |                            |                            |             |             |
| Rezoluția Conferinței de la Vilnius 18–22 septembrie 1917 |  |                                                                                             |                                                                      |                                   |               |          |                            |                            |                            |             |             |
| |  |                                                                                             |                                                                      | Partea a II-a                     |               |          |                            |                            |                            |             |             |
| |  |                                                                                             |                                                                      |                                   |               |          |                            |                            |                            |             |             |
| |  |                                                                                             |                                                                      |                                   |               |          |                            |                            |                            |             |             |
| |  |                                                                                             |                                                                      |                                   | Partea I      |          |                            |                            |                            |             |             |
| Actul din 11 decembrie 1917 |  |                                                                                             |                                                                      |                                   |               |          |                            |                            |                            |             |             |
| |  |                                                                                             |                                                                      | Partea a II-a                     |               |          |                            |                            |                            |             |             |
| |  |                                                                                             |                                                                      |                                   |               |          |                            |                            |                            |             |             |
| |  |                                                                                             |                                                                      |                                   |               |          |                            |                            |                            |             |             |
| |  | Redactată în sesiunea Consiliului                                                           | Redactată în sesiunea Consiliului                                    | Redactată în sesiunea Consiliului |               |          | Redactată de Petras Klimas | Redactată de Petras Klimas | Redactată de Petras Klimas |             |             |
| |  |                                                                                             |                                                                      |                                   |               |          |                            |                            |                            |             |             |
| |  |                                                                                             |                                                                      |                                   |               |          |                            |                            |                            |             |             |
| Actul din 8 ianuarie 1918 |  |                                                                                             |                                                                      | Dispozițiile                      | Dispozițiile  | Clauzele | Clauzele                   |                            |                            |             |             |
| |  |                                                                                             |                                                                      |                                   |               |          |                            |                            |                            |             |             |
| |  |                                                                                             | Redactate de Steponas Kairys, Stanisław Narutowicz și Jonas Vileišis |                                   |               |          |                            |                            |                            |             |             |
| |  |                                                                                             |                                                                      |                                   |               |          |                            |                            |                            |             |             |
| |  |                                                                                             |                                                                      |                                   |               |          |                            |                            |                            |             |             |
| Proiectul din 1 februarie 1918 |  | Promulgarea                                                                                 | Promulgarea                                                          | Dispozițiile                      | Dispozițiile  | Clauzele | Clauzele                   | Notificarea                | Notificarea                |             |             |
| |  |                                                                                             |                                                                      |                                   |               |          |                            |                            |                            |             |             |
| |  | Redactate de o comisie a Consiliului și adoptată prin voința majorității membrilor acestuia |                                                                      |                                   |               |          |                            |                            |                            |             |             |
| |  |                                                                                             |                                                                      |                                   |               |          |                            |                            |                            |             |             |
| Proiectul din 15 februarie 1918 |  | Promulgarea                                                                                 | Promulgarea                                                          | Dispozițiiile                     | Dispozițiiile | Clauzele | Clauzele                   | Notificarea                | Notificarea                |             |             |
| |  |                                                                                             |                                                                      |                                   |               |          |                            |                            |                            |             |             |
| |  | Redactate de Petras Klimas                                                                  |                                                                      |                                   |               |          |                            |                            |                            |             |             |
| |  |                                                                                             |                                                                      |                                   |               |          |                            |                            |                            |             |             |
| |  |                                                                                             |                                                                      |                                   |               |          |                            |                            |                            |             |             |
| Declarația de Independență a Lituaniei Actul din 16 februarie 1918 |  | Promulgarea                                                                                 | Promulgarea                                                          | Dispozițiile                      | Dispozițiile  | Clauzele | Clauzele                   | Notificarea                | Notificarea                | Semnăturile | Semnăturile |
| |  |                                                                                             |                                                                      |                                   |               |          |                            |                            |                            |             |             |
| Sursă: lt Klimavičius, Raimundas (2004). „Vasario 16-osios aktas: teksto formavimo šaltiniai ir autorystės problema”. Istorija. Lietuvos aukštųjų mokyklų mokslo darbai. Universitatea Pedagogică din Vilnius (59–60): 65. ISSN 1392-0456. Arhivat din original la 26 septembrie 2007. Accesat în 19 iulie 2010. |  |                                                                                             |                                                                      |                                   |               |          |                            |                            |                            |             |             |

## Urmări

### Lituania

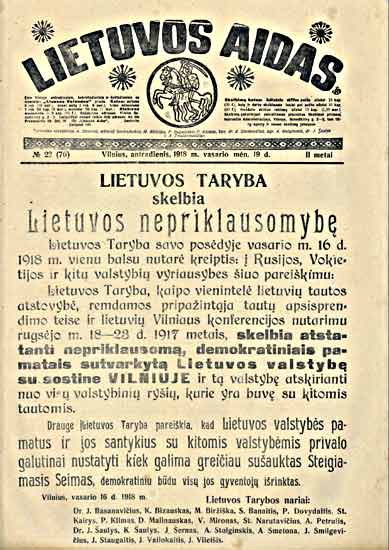
Prima pagină a lui Lietuvos aidas cu textul Actului. Mare parte din ediție a fost confiscată de autoritățile germane.

La scurt timp după semnare, Actul a fost dus în Germania și înmânat partidelor din Reichstag. La 18 februarie, textul a fost retipărit în ziarele germane, printre care în Das Neue Litauen, Vossische Zeitung, Taegliche Rundschau și Kreuzzeitung. În Lituania, un text al proclamației a fost pregătit pentru tipărire în ziare, în deosebi în Lietuvos aidas, ziarul Consiliului, înființat de Antanas Smetona; dar autoritățile germane au interzis publicarea. Deși majoritatea copiilor acestui număr au fost confiscate, redactorul ziarului, Petras Klimas, a reușit să ascundă aproximativ 60 de exemplare. Cenzura a făcut ca distribuția și diseminarea Actului să fie ilegală în Lituania.
La 3 martie 1918, Germania și Rusia bolșevică au semnat tratatul de la Brest-Litovsk. Acesta plasa popoarele baltice în sfera de interes germană, iar Rusia se obliga să renunțe la orice pretenție asupra lor. La 23 martie, Germania a recunoscut independența Lituaniei pe baza declarației din 11 decembrie. În realitate, însă, nimic nu s-a schimbat nici în statutul Lituaniei, nici în cel al Consiliului: orice efort de a înființa o administrație a fost blocat. Această situație s-a schimbat când a izbucnit revoluția germană și Germania a pierdut războiul în toamna lui 1918 — nu mai era în postura de a pune condiții. Consiliul Lituaniei a adoptat prima constituție provizorie la 2 noiembrie. Funcțiunile guvernului au fost încredințate unui prezidiu cu trei membri, iar Augustinas Voldemaras a fost invitat să formeze primul Cabinet de Miniștri ai Lituaniei. Primul guvern s-a format la 11 noiembrie 1918, în ziua în care Germania a semnat armistițiul de la Compiègne. Consiliul a început imediat să organizeze o armată, poliție, primării și alte instituții. Independența proclamată a fost implementată practic.

### Declarația

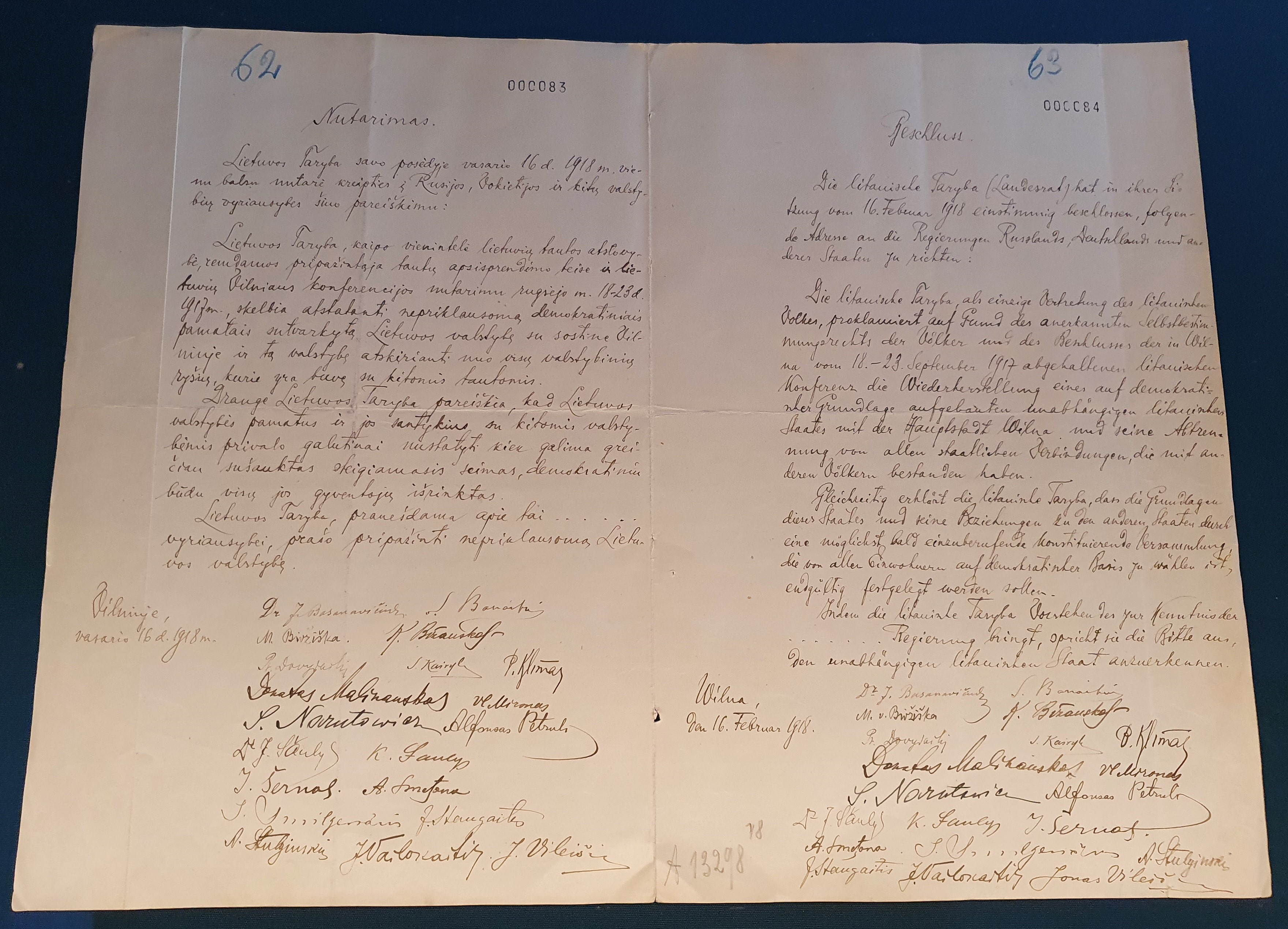
Originale scrise de mână ale Actului de independență al Lituaniei în limbile lituaniană (stânga) și germană (dreapta), expuse la Kaunas în 2022

S-au semnat două copii ale declarației. Originalul a fost încredințat spre păstrare și protejare lui Jonas Basanavičius. El nu a fost niciodată publicat sau utilizat în vreo chestiune publică; existența sa a fost menționată pentru prima oară în presă în 1933. Nu se cunoaște unde se află el. Copia a fost utilizată în chestiuni cotidiene, și a fost stocată în arhivele prezidențiale până la 15 iunie 1940, ziua în care Lituania a primit un ultimatum de la Uniunea Sovietică și și-a pierdut independența. După acea dată, documentul a dispărut. Nici copia, nici originalul nu au mai fost găsite; istorici și aventurieri continuă să îl caute. În 2006, o echipă de ingineri a cercetat zidurile fostei case a lui Petras Vileišis. S-au produs două facsimile ale copiei, una în 1928 și alta în 1933. Facsimilul din 1928 este o reproducere mai apropiată de starea inițială a declarației; sunt greșeli gramaticale, iar fundalul este „zgomotos”, în vreme ce facsimilul din 1933 prezintă documentul într-o stare îmbunătățită.

### Semnatarii
Majoritatea semnatarilor declarației de independență au rămas activi în viața politică și culturală a Lituaniei independente. Jonas Vileišis a fost deputat în Seimas și primar al Kaunasului, capitala temporară a Lituaniei; Saliamonas Banaitis a fost implicat în afaceri, deschizând mai multe bănci. Printre semnatari s-au aflat doi viitori președinți ai Lituaniei, Antanas Smetona și Aleksandras Stulginskis. Jonas Basanavičius, președintele Consiliului Lituaniei, și-a reluat activitatea academică, cercetând cultura și folclorul lituanian. Cinci semnatari au murit înainte de începutul celui de al Doilea Război Mondial; trei au murit în timpul ocupației naziste. Cei care au supraviețuit până atunci și nu au emigrat în țările occidentale au devenit deținuți politici după ocuparea Lituaniei de către Uniunea Sovietică.
Aleksandras Stulginskis și Petras Klimas au fost deportați în Siberia de autoritățile sovietice, dar au supraviețuit și s-au reîntors în țară; Pranas Dovydaitis și Vladas Mironas au ajuns și ei în Siberia și au murit acolo. Kazys Bizauskas a dispărut în vara lui 1941 în timp ce era transportat înspre o închisoare sovietică din Minsk; se bănuiește că a fost împușcat împreună cu alți prizonieri. Donatas Malinauskas a dispărut și el în timpul deportărilor în masă în Siberia din 14 iunie 1941; soarta sa și locul în care a fost îngropat nu se cunosc.
Alți semnatari au plecat în exil, inclusiv Jurgis Šaulys și Kazimieras Steponas Šaulys, care au murit în Elveția. Antanas Smetona, Mykolas Biržiška și Steponas Kairys au trăit restul vieților lor în Statele Unite.

## Moștenirea

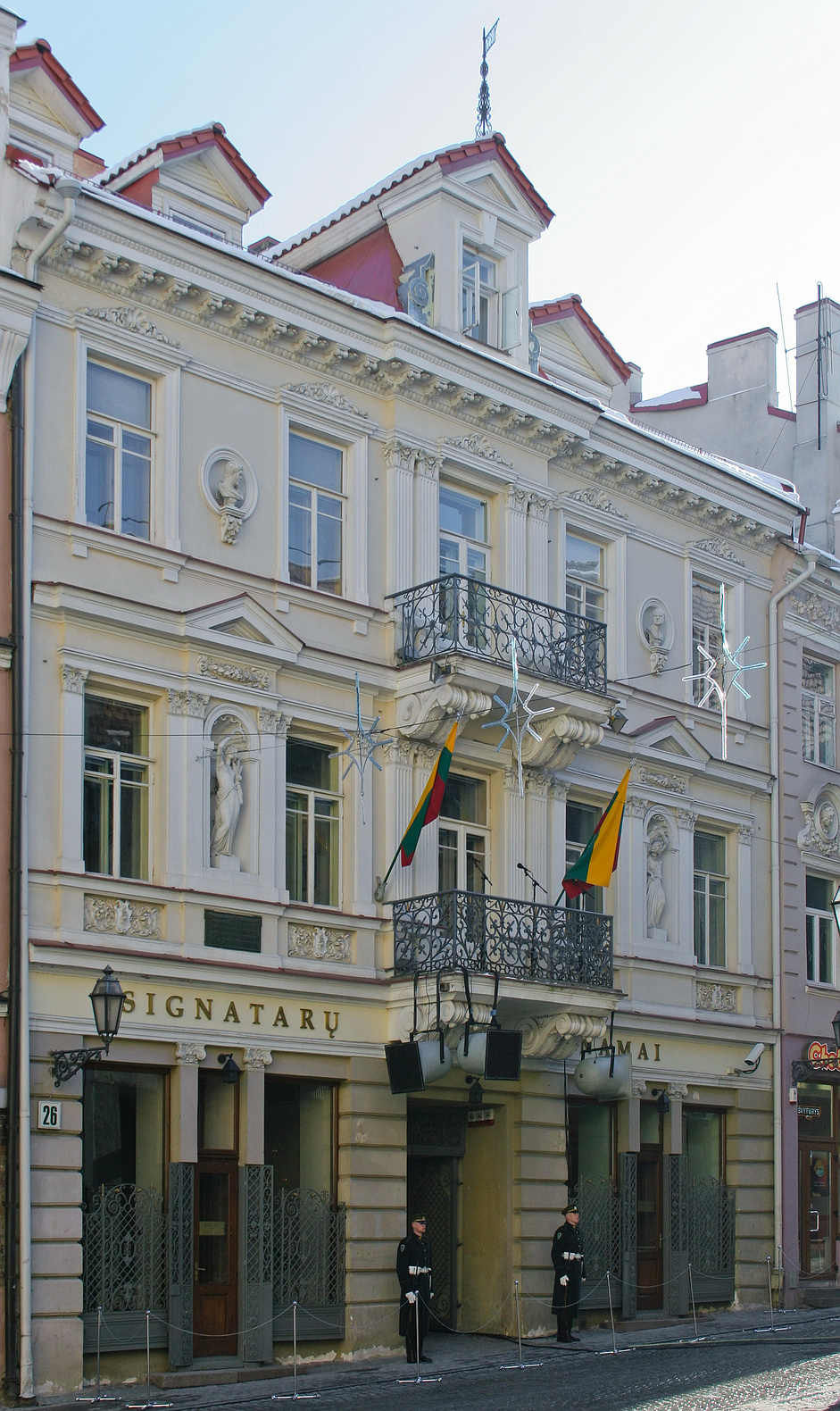
Casa Semnatarilor la 16 februarie 2007

Actul din 16 februarie a proclamat re-înființarea (atstatyti) statului lituanian, declarându-l pe acesta succesor al statului lituanian istoric, Marele Ducat al Lituaniei. În acest sens, Consiliul a deviat de la rezoluția adoptată de conferința de la Vilnius, care cerea înființarea (sudaryti) unui stat lituanian. S-a clarificat, însă, că noul stat va fi diferit de vechiul Ducat: urma să fie organizat doar pe pământurile locuite de etnici lituanieni și avea să fie guvernat pe principii democratice, spre deosebire de ducatul multietnic guvernat de aristocrație. Terminarea legăturilor dintre Lituania și alte state era adresată Germaniei, Rusiei și Poloniei, care aveau fiecare planul său pentru această țară. Deși nu direct, declarația renunța la orice încercare de reînviere a fostei Uniuni Polono-Lituaniene.
Actul din 16 februarie 1918 este baza legală pentru existența Lituaniei de astăzi, atât celei din perioada interbelică, cât și a celei de după 1990. Actul a devenit unul dintre elementele-cheie ale restaurării independenței Lituaniei față de URSS în 1990. Un paragraf din Declarația de restaurare a statului Lituania, emisă la 11 martie 1990, stipula:
| “ | Declarația de Independență din 16 februarie 1918 a Consiliului Lituaniei și decretul Adunării Constituante (Seimas) din 15 mai 1920 privind statul democratic reînființat al Lituaniei nu și-a pierdut niciodată efectul legal și constituie baza constituțională a statului Lituania. | ” |

Această formulare accentuează continuitatea celor două declarații. Actul din 16 februarie 1918 și succesorul său, Actul din 11 martie 1990, sunt privite ca două dintre cele mai importante momente ale dezvoltării societății lituaniene în secolul al XX-lea.
16 februarie este sărbătoare națională în Lituania. În această zi se desfășoară diverse ceremonii în toată țara, dar principala comemorare are loc în Casa Semnatarilor din Vilnius, locul în care a fost semnată declarația în 1918. În timpul ceremoniei, este arborat drapelul Lituaniei, și activiști culturali și politicieni lituanieni țin discursuri de la balconul clădirii pentru oamenii adunați în fața ei. În biserici și catedrale se țin liturghii speciale. În cinstea declarației, președintele Lituaniei găzduiește o recepție pentru semnatarii declarației din 11 martie 1990 la Palatul Prezidențial.
În 1992, în cinstea lui Jonas Basanavičius, liderul Consiliului Lituaniei la semnarea Actului din 16 februarie, s-a instituit un premiu. Premiul Jonas Basanavičius se acordă pentru activitate pe timp de cinci ani în domeniul studiilor etnice și culturale și se decernează în Casa Semnatarilor.